# 海科 (密蘇里州)
海科（英語：Hico）是位於美國密蘇里州達拉斯縣的鬼鎮。

## 歷史
海科的郵局於1903年設立，其後於1907年停運。

## 地理
海科所處的海拔為高於海平面323米（即1060英呎），而該地所採用的時區為UTC-6，即北美中部時區（CST）。同時該地設有夏令時間，為UTC-6調快一小時，即UTC-5（CDT）。